# ورزشگاه ومبلی (۱۹۲۳)
 ورزشگاه ومبلی  (به انگلیسی: Wembley Stadium) ورزشگاهی در شمال‌غربی شهر لندن بود که با نام اختصاصی ورزشگاه امپراطوری شناخته می‌شد.
این ورزشگاه در سال ۱۹۲۳ تأسیس و در سال ۲۰۰۳ برای ساخت مجدد تخریب شد. ورزشگاه ومبلی میزبان مسابقات مهمی همچون فینال‌های جام حذفی فوتبال انگلستان، چهار فینال لیگ قهرمانان اروپا، بازی‌های المپیک تابستانی ۱۹۴۸، فینال جام جهانی فوتبال ۱۹۶۶، فینال جام ملت‌های اروپا ۱۹۹۶ بوده‌است.
اولین مسابقه برگزار شده در این ورزشگاه مابین دو تیم وستهام یونایتد و بولتون در فینال جام حذفی فوتبال انگلستان ۱۹۲۳ (۲۸ آوریل ۱۹۲۳) برگزار شده‌است. در این مسابقه نزدیک به ۱۲۷۰۰۰ نفر از روی سکوها و ۲۴۰ هزار تا ۳۰۰ هزار نفر از کنار زمین و از روی تراس‌ها در ورزشگاه این مسابقه را تماشا کردند.

## نگارخانه

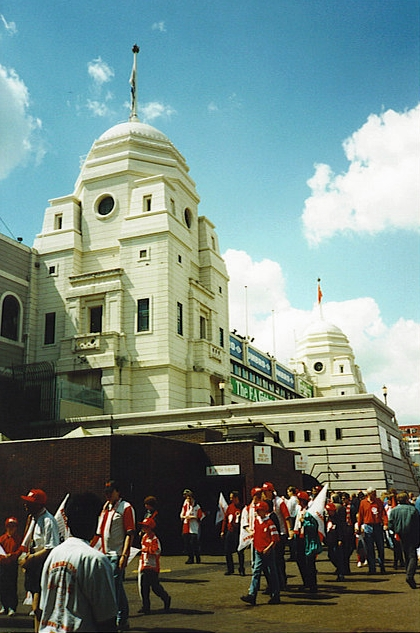
برج‌های دوقلو ورزشگاه ومبلی
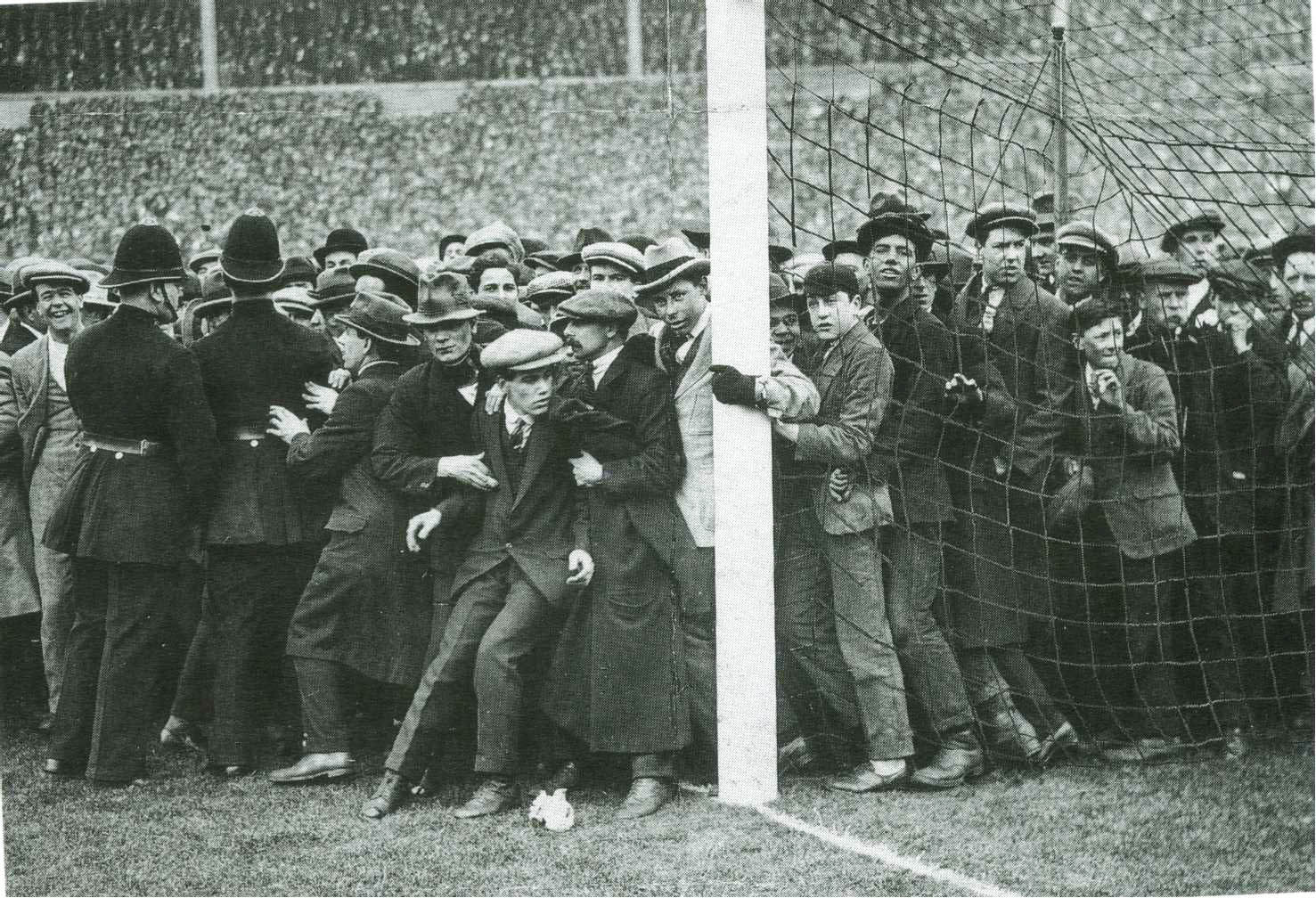
فینال جام حذفی فوتبال انگلستان ۱۹۲۳
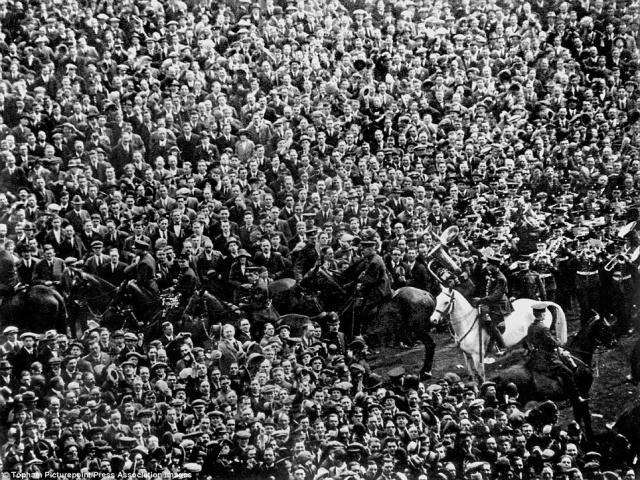
فینال جام حذفی فوتبال انگلستان ۱۹۲۳
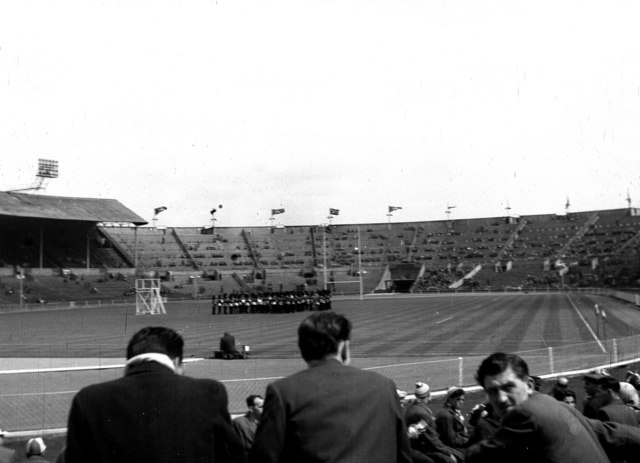
فینال لیگ راگبی در سال ۱۹۵۶
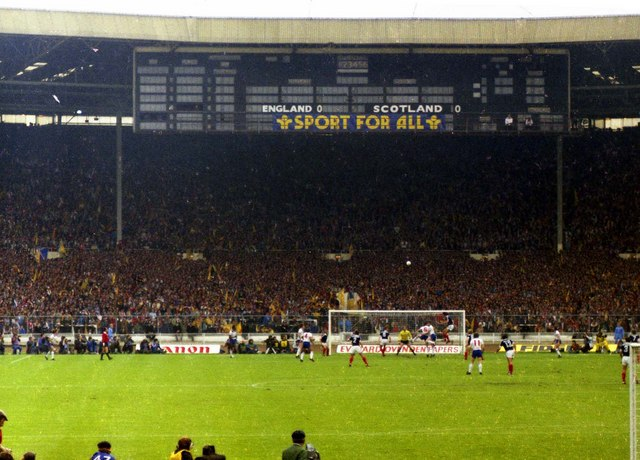
بازی انگلستان و اسکاتلند در سال ۱۹۸۱
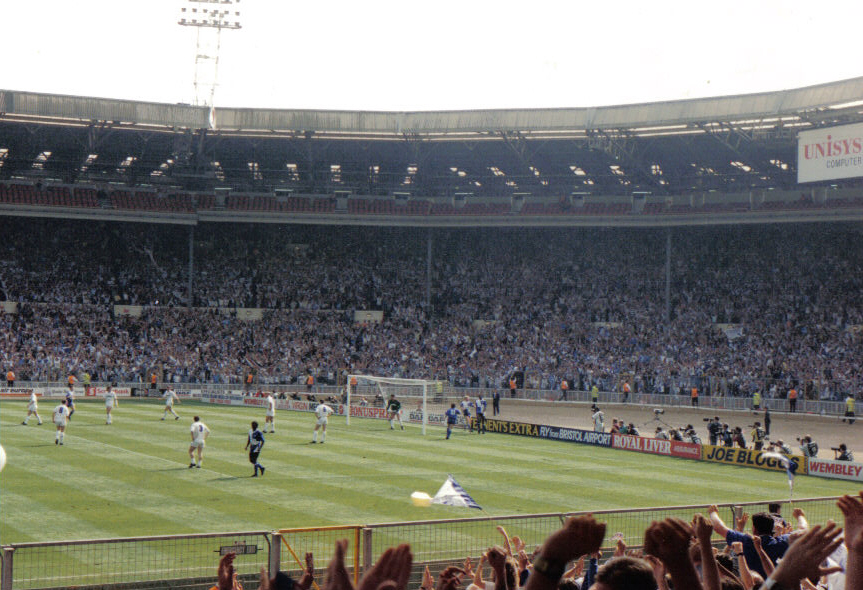
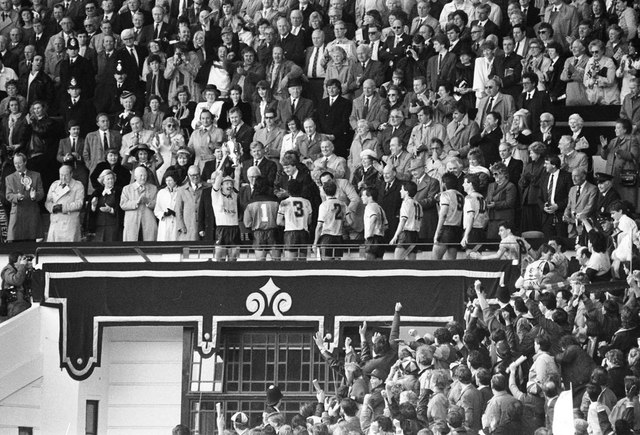